# Landrat (Baden)
Der Begriff Landrat wurde in der Republik Baden für unterschiedliche Amtsbezeichnungen verwendet.
Im Zuge einer Besoldungsneuordnung wurden mit Bekanntmachung vom 20. September 1924 zahlreiche Amtsbezeichnungen geändert. Die bisherigen Oberamtmänner, die die Leitung der staatlichen badischen Bezirksämter wahrnahmen, erhielten die Bezeichnung Landräte. Die bisherigen Amtmänner erhielten neu die Bezeichnung Regierungsräte.
Durch das Gesetz über die Landkreisselbstverwaltung in Baden (Landkreisordnung) vom 24. Juni 1939 wurden die bisherigen Kreise per 15. Juni 1939 aufgelöst. Die bisherigen badischen Kreise als Verband der kommunalen Selbstverwaltung und die staatlichen Bezirksämter als untere staatlicher Verwaltungsbezirke wurden zusammengelegt. Die neuen Landkreise waren untere staatlicher Verwaltungsbezirke (Organleihe) und gleichzeitig Selbstverwaltungskörperschaft. Der Leiter eines Landkreises führte die Amtsbezeichnung Landrat. Diese Bezeichnung wurde auch im kurzlebigen Bundesland Baden (Südbaden) beibehalten und 1952 auch im neuen Bundesland Baden-Württemberg fortgeführt.